# Frank Anderson
Frank Ross Anderson (ur. 3 stycznia 1928 w Edmonton, zm. 18 września 1980 w San Diego) – szachista kanadyjski.
Mistrz międzynarodowy od 1955. Dwukrotny mistrz Kanady w latach 1953 i 1955. Reprezentował barwy Kanady na olimpiadach szachowych w latach 1954, 1958 oraz 1964.